# Krajicin
Krajicin je ime za utvrđeni objekt na otoku Svetcu (Svetom Andriji). 

## Zemljopisni položaj
Nalazi se na najistočnijem grebenu otoka, na 221 m nadmorske visine. Od ove su utvrde ostali impozantni zidovi. Među ostatcima može se razaznati prozore i ulazna vrata. Sačuvala se i gustirna, neizbježna za izvor vode na ovom otoku. Danas nije funkcionalna. Ostatci tvrđave i pristupni putevi su zarasli u grmlje i vrlo su nepristupačni.
Od tvrđave se put odvaja prema starom benediktinskom samostanu.

## Povijest
Građevina je starih Ilira. Zovu je još i Teutina kula, Teutin grad, prema ilirskoj kraljici Teuti, po kojoj se zove ova građevina. Iz razdoblja je kasne antike.

## Legende
S Teutom i ovom utvrdom postoji nekoliko legenda. 
Prema prvoj ilirska je kraljica Teuta je bježući od neprijateljskog brodovlja ovdje se sklonila sa svojim trima brodima.
Prema drugoj, koja nije neutemljena, otok je bio uporištem za gusarenje. Onuda su prolazili plovni putevi a ovaj neuobičajeno visok otok pruža izvrsne mogućnosti izviđati sve što prolazi u blizini i daljini.
Prema trećoj ovdje je kraljica dovodila najkrupnije i nasnažnije mornare za ljubavnike s brodova koje su zarobili njeni gusari te da ih je nakon iskorištavanja dala pogubiti ili držati kao robove u tvrđavi. Podloga toj legendi su grobovi vrlo krupnih ljudi iz tog vremena koji su nađeni na tom otoku, koji onda nisu bili živjeli u tim krajevima. 